# خوان گونزالز (بازیکن فوتبال، زاده ۲۰۰۲)
خوان گونزالز (انگلیسی: Joan Gonzàlez؛ زادهٔ ۱ فوریهٔ ۲۰۰۲) بازیکن فوتبال اهل اسپانیا است.
از باشگاه‌هایی که در آن بازی کرده‌است می‌توان به باشگاه فوتبال لچه اشاره کرد.